# Saint-Jean-de-Couz
Saint-Jean-de-Couz település Franciaországban, Savoie megyében. Lakosainak száma 303 fő (2022. január 1.). Saint-Jean-de-Couz Saint-Thibaud-de-Couz, La Bauche, Corbel, Entremont-le-Vieux, Saint-Christophe és Saint-Pierre-de-Genebroz községekkel határos.

## Népesség
A település népessége az elmúlt években az alábbi módon változott:
| Lakosok száma | 259  | 286  | 294  | 291  | 295  | 299  | 303  | 303  | 303  |
|               | 2013 | 2015 | 2016 | 2017 | 2018 | 2019 | 2020 | 2021 | 2022 |